# Metro w Pradze
Metro w Pradze – system kolei podziemnej w Pradze. Jest to jedyna sieć metra w Czechach i najszybszy środek lokomocji w stolicy, dziennie przewożący ponad półtora miliona pasażerów. Pierwszy odcinek został oddany do użytku 9 maja 1974 roku.

## Podstawowe informacje
Praskie metro składa się z trzech linii, każda o innym kolorze i innym oznaczeniu literowym na mapach: linia A (zielona), linia B (żółta) i linia C (czerwona). 61 stacji (w tym trzy przesiadkowe-wielopoziomowe) połączone zostało ponad 61-kilometrową siecią torów, budowanych głównie pod ziemią. Metro działa od godziny 5 rano do północy, z odstępami między kolejnymi pociągami rzędu 2-3 minut w godzinach szczytu. Rocznie przewozi prawie 584 miliony pasażerów (według danych z 2013 roku).
| nazwa | barwa     | stacje końcowe                  | data otwarcia    | długość   | liczba stacji | czas przejazdu |
| ----- | --------- | ------------------------------- | ---------------- | --------- | ------------- | -------------- |
| A     | zielona   | Nemocnice Motol ↔ Depo Hostivař | 12 sierpnia 1978 | 17,1 km   | 17            | 30 min         |
| B     | żółta     | Zličín ↔ Černý Most             | 2 listopada 1985 | 25,704 km | 24            | 41 min         |
| C     | czerwona  | Letňany ↔ Háje                  | 9 maja 1974      | 22,4 km   | 20            | 36 min         |
| D     | niebieska | Náměstí Míru ↔ Depo Písnice     | w budowie        | w budowie | w budowie     | w budowie      |
|       |           |                                 |                  |           |               |                |

Metro zarządzane jest przez Przedsiębiorstwo Komunikacyjne Miasta Stołecznego Pragi (Dopravní podnik hlavního města Prahy – DP Praha), które prócz metra obsługuje również tramwaje, autobusy, kolejkę na wzgórze Petřín i wyciąg krzesełkowy w praskim zoo. W roku 1993 utworzono praską komunikację zintegrowaną (Pražská integrovaná doprava – PID) poprzez połączenie systemu z pociągami i autobusami podmiejskimi. Cały system podzielony jest na strefy (z różnymi cenami biletów), ale metro znajduje się w jednej – centralnej strefie.

## Wygląd linii i stacji

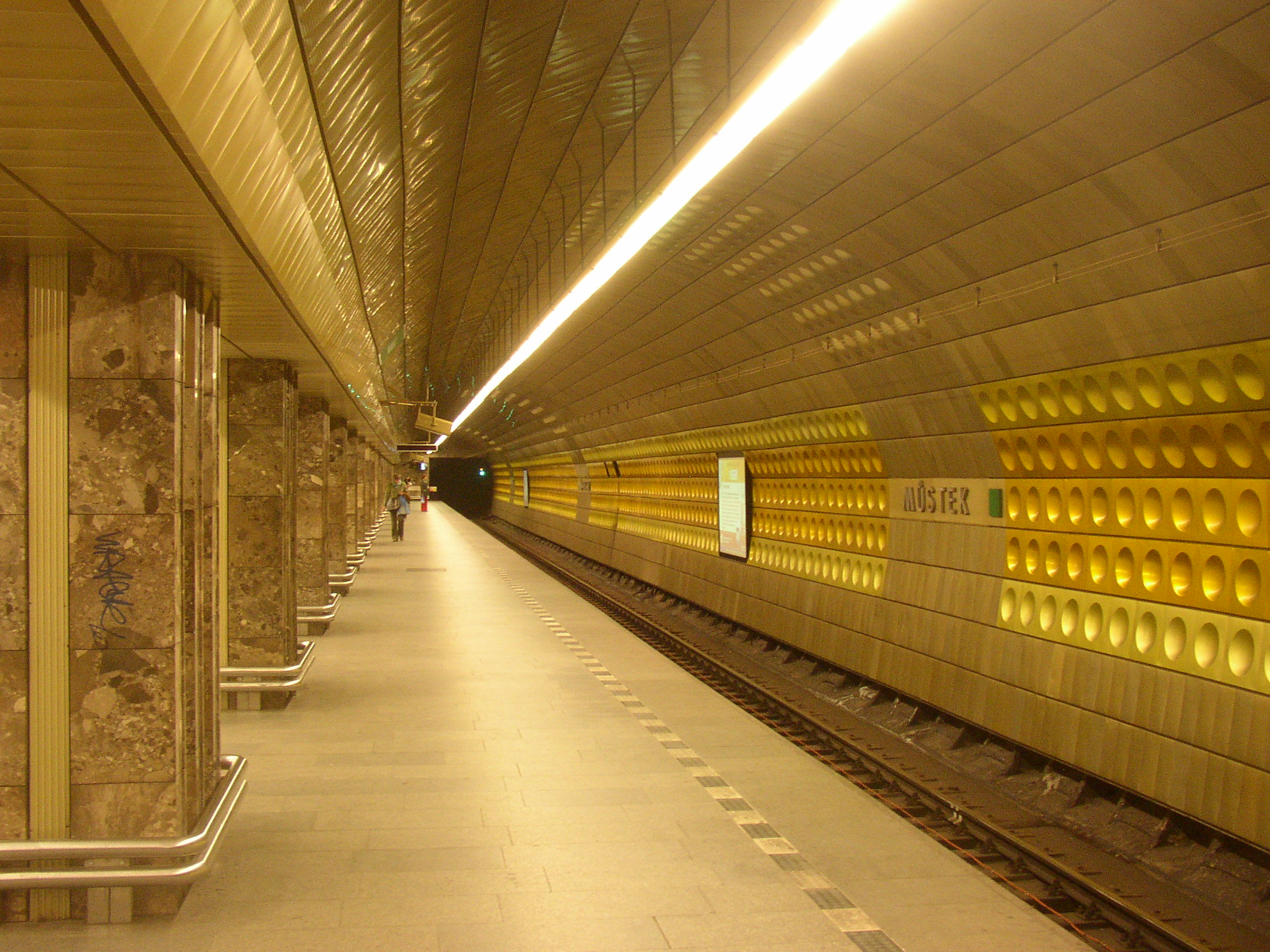
Stacja przesiadkowa Můstek

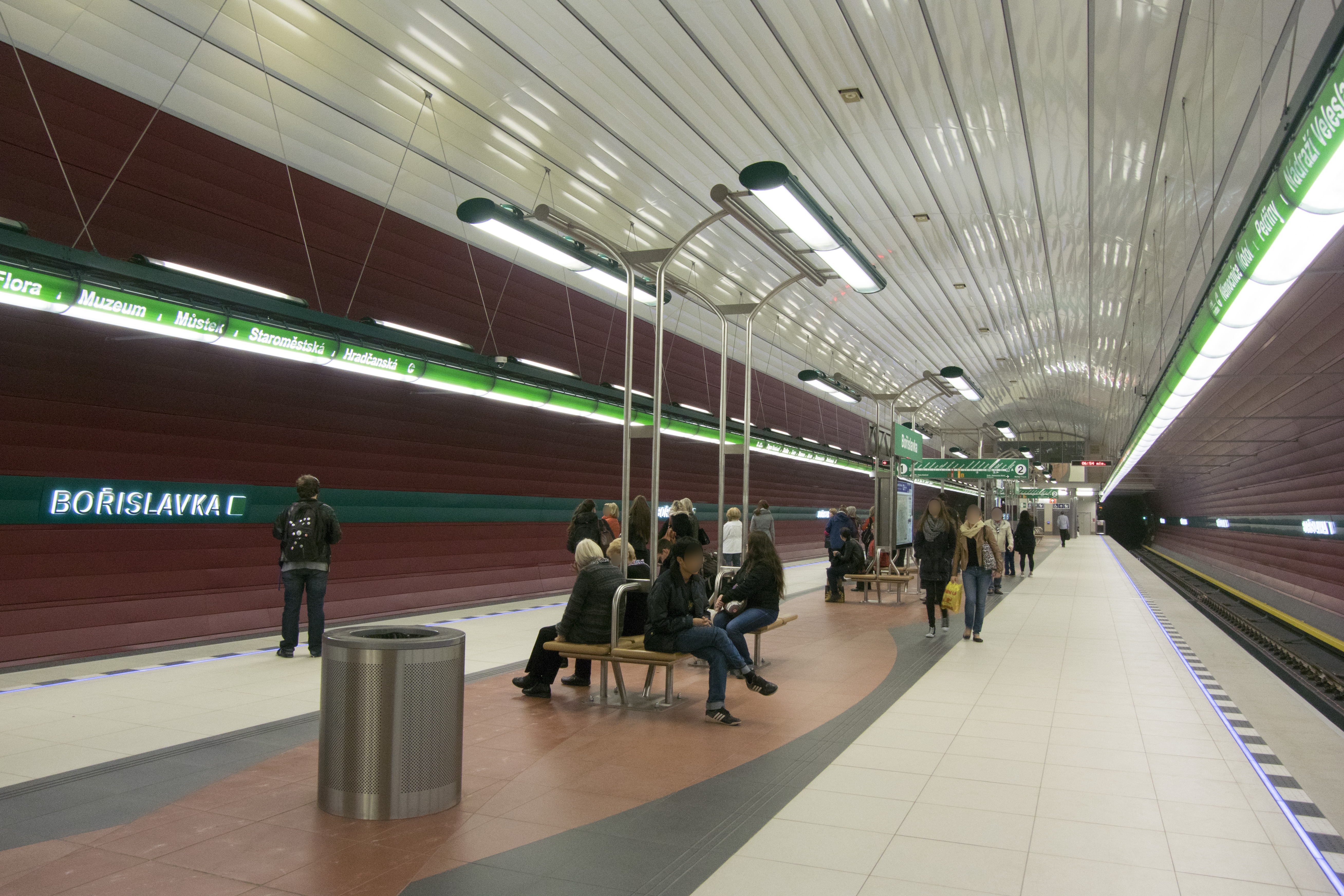
Stacja Bořislavka na linii A

Wszystkie trzy linie łączą się w centrum miasta dzięki trzem stacjom przesiadkowym. Stacje wybudowano na różnych głębokościach – najgłębiej położona jest stacja Náměstí Míru (53 metry pod powierzchnią ziemi). Odcinki linii w centrum miasta powstały przy pomocy tarcz do drążenia tuneli, pozostałe zostały wykonane metodą odkrywkową (na tych odcinkach stacje znajdują się tylko kilka metrów pod ziemią). Linia B została częściowo poprowadzona w tunelu nad powierzchnią ziemi.
Większość stacji posiada jeden peron wyspowy i dwa tory, po których odbywa się ruch w przeciwległych kierunkach (prawostronny). Ściany stacji ozdobione są najczęściej kolorowymi panelami aluminiowymi – każda stacja posiada odrębny kolor.

## Tabor

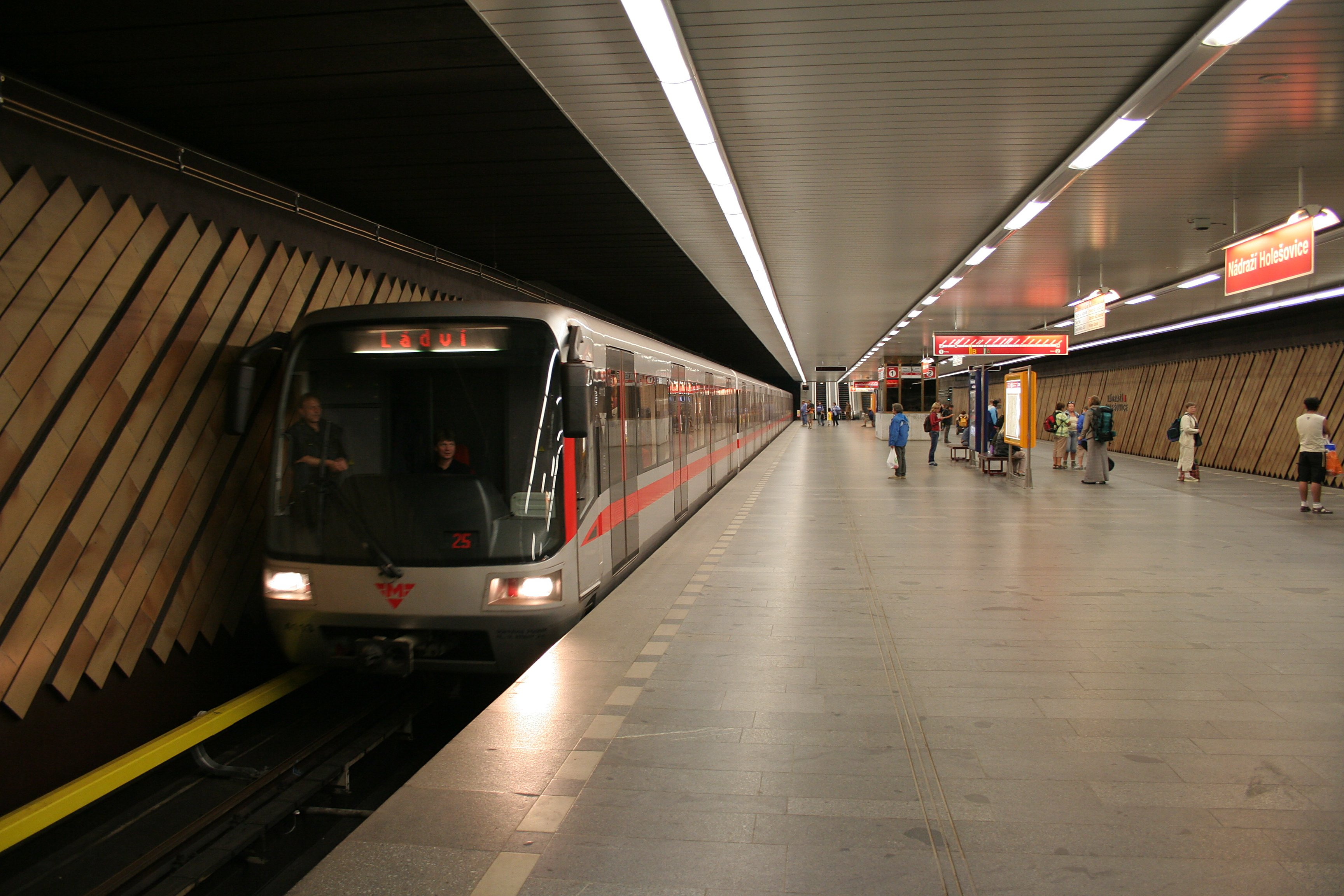
Wagon M1 na stacji Nádraží Holešovice

Praskie metro obsługiwane jest przez wagony:
- 81-71M produkcji zakładów Škoda Pilzno (modernizacja typu 81-71 od roku 1996)
- M1 produkcji firm Siemens i Adtranz (od roku 2000)

Z eksploatacji zostały już wycofane radzieckie wagony Ečs z lat 1974–1977, natomiast wagony R1 zakładów ČKD Praga z 1971 i 6Mt Škoda Pilzno z 2003 pozostały na etapie prototypów i nie rozpoczęto ich produkcji dla praskiego metra.
Wagony serii 81-71 są bardzo podobne do starszych wagonów metra warszawskiego produkcji radzieckiej. Zabytkowy wagon Ečs (numer taborowy 1009) można oglądać w Muzeum Praskiej Komunikacji Publicznej na Střešovicach w Pradze.

## Historia

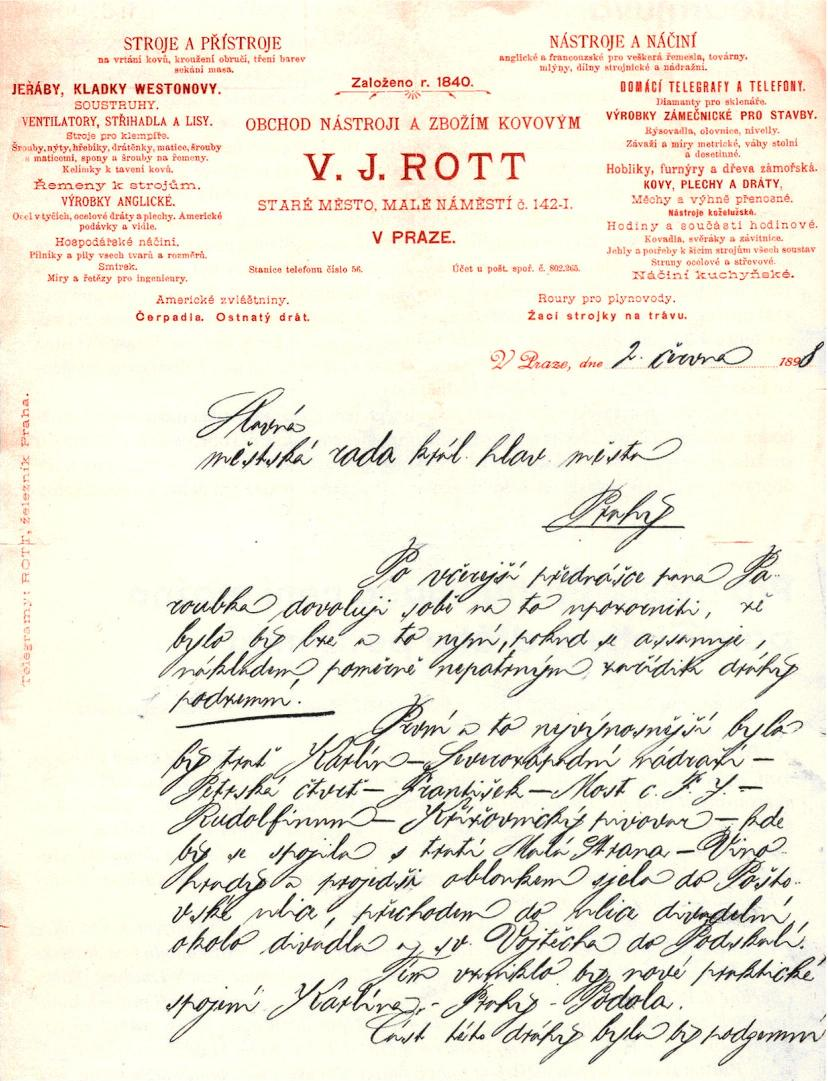
Propozycja Ladislava Rotta

### Plany i projekty
Z propozycją budowy metra w Pradze wystąpił już Ladislav Rott w roku 1898. Przeprowadzana w owym czasie przebudowa kanalizacji w centrum Starego Miasta i wyburzanie niektórych budynków umożliwiłyby równoczesne kopanie tuneli dla przyszłego metra. Pomysł Rotta spotkał się jednak z odmową władz miasta.
Kolejna propozycja, z którą wystąpili w roku 1926 Bohumil Belada i Vladimír List, również spotkała się z odmową, ale była impulsem dla kolejnych planów – już na szerszą skalę. W latach 30. i 40. powstał szereg koncepcji rozwoju komunikacji miejskiej. Wówczas brano pod uwagę dwie możliwości: budowę tramwaju podziemnego w centrum miasta albo budowę właściwego metra, nie łączącego się z siecią tramwajową. Prace przerwano po II wojnie światowej ze względu na trudności ekonomiczne, jednakże 3 linie A, B i C były właściwie w całości zaprojektowane.

### Pierwsza linia – C
We wczesnych latach 60. odżył projekt budowy tramwaju podziemnego w okolicach placu Wacława i ulicy Na Příkopech. Budowę tej trasy rozpoczęto w roku 1965, ale już w roku 1967 zmieniono cały projekt i rozpoczęto budowę metra. 9 maja 1974 (z dwuletnim opóźnieniem) otwarto linię C na odcinku Sokolovská (obecnie Florenc) do stacji Kačerov.

### Dalszy rozwój sieci
W 1978 otwarto pierwszy fragment linii A (Leninova (Dejvická) – Náměstí Míru), przedłużony w 1980 roku do stacji Želivského, a w 1985 linię B (Sokolovská (Florenc) – Smíchovské nádraží).
Następnie sukcesywnie przedłużano każdą z linii: w 1988 roku na linii B otwarto odcinek Smíchovské nádraží – Dukelská (Nové Butovice), następnie dwa lata później odcinek Florenc – Českomoravská, w 1994 Nové Butovice – Zličín, a w 1998 Českomoravská – Černý Most (stacje Kolbenova i Hloubětín na tej linii otwarto kolejno w latach 2001 i 1999). W międzyczasie linię C przedłużono z Kačerova w kierunku stacji Kosmonautů (Háje) (1980) i z Sokolovskiej (Florenc) na Fučíkovą (Nádraží Holešovice) (1984), na linii A otwierano kolejno stacje: Strašnická (1987), Skalka (1990) i Depo Hostivař (2006).

### Zmiana nazw stacji – luty 1990

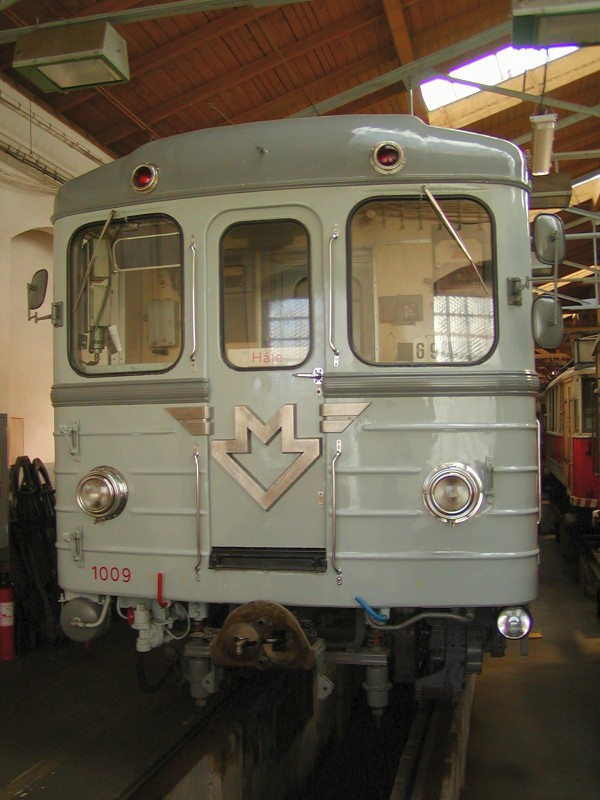
Zabytkowy wagon Ečs w muzeum na Střešovicach

22 lutego 1990 zmieniono używane w czasach socjalizmu nazwy 12 stacji:
- na linii A:
  - Leninova – Dejvická
- na linii B:
  - Dukelská – Nové Butovice
  - Švermova – Jinonice
  - Moskevská – Anděl
  - Sokolovská – Florenc
- na linii C:
  - Fučíkova – Nádraží Holešovice
  - Sokolovská – Florenc
  - Gottwaldova – Vyšehrad
  - Mládežnická – Pankrác
  - Primátora Vacka – Roztyly
  - Budovatelů – Chodov
  - Družby – Opatov
  - Kosmonautů – Háje

Dodatkowo planowane przed rokiem 1990, a otwarte w późniejszych latach stacje otrzymały inne nazwy, gdyż stacja Invalidovna miała się nazywać Hakenova, Českomoravská – Zápotockého (obie były wówczas w budowie), a Kobylisy – Rudé Armády.

### Wymiana taboru

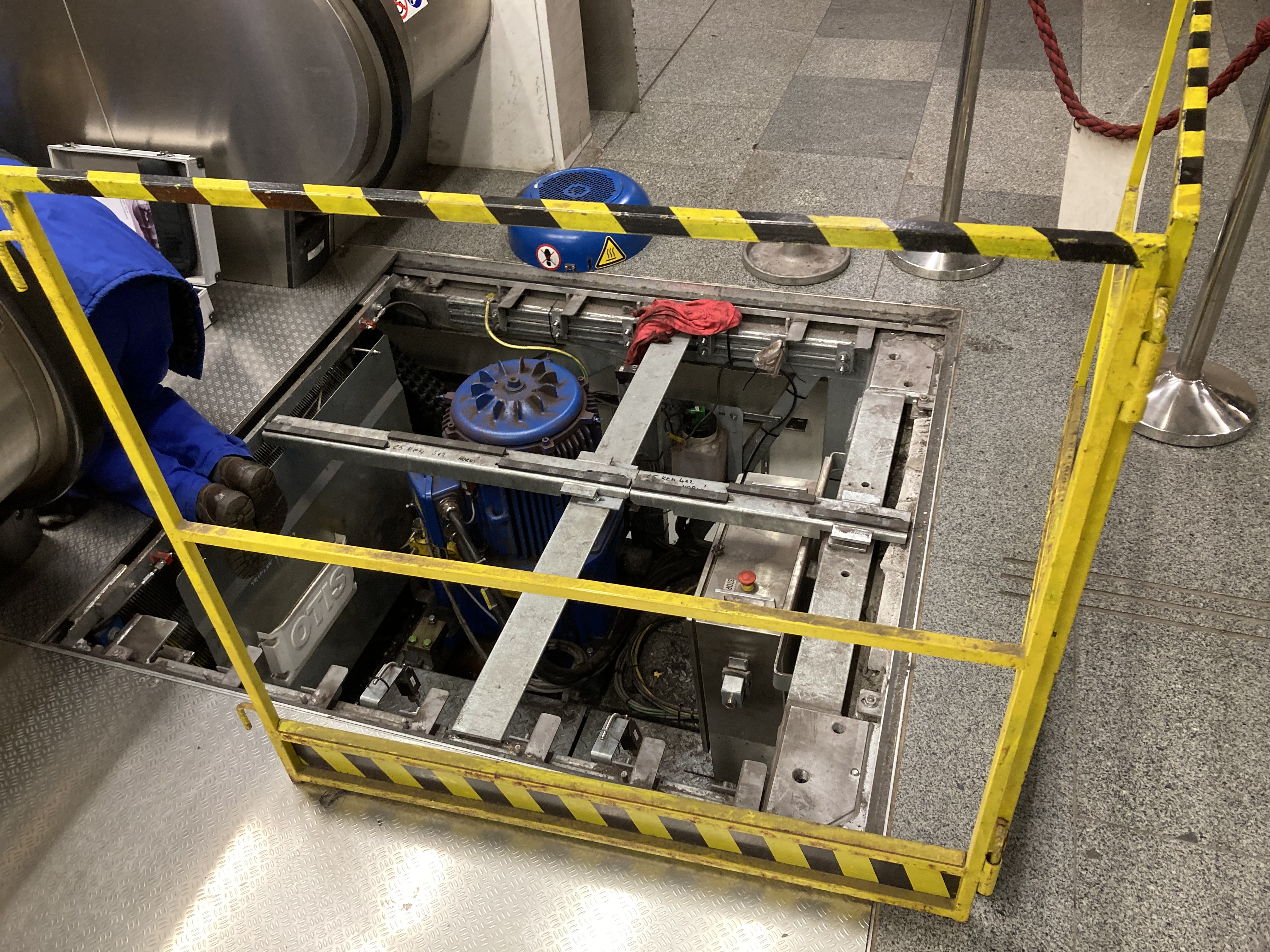
Mechanizm schodów ruchomych w praskim metrze.

Wtedy też rozpoczęto wycofywanie radzieckich wozów typu Ečs i modernizację wagonów 81-71. Czas eksploatacji zmodernizowanych wagonów zaplanowano na 15 lat i w roku 2010 planowano całkowitą wymianę zużytego taboru.

### Powódź w 2002 roku
W sierpniu 2002 metro znacznie ucierpiało w wyniku powodzi, która nawiedziła Europę Środkową. 19 stacji zostało zatopionych (patrz mapa), powodując częściowe zatrzymanie ruchu metra. Straty oszacowano na 7 miliardów koron czeskich (ponad 200 milionów dolarów wg ówczesnego kursu). Zalane przez powódź stacje wyłączono z ruchu na kilka miesięcy, a ostatnia z nich (Křižíkova) została ponownie otwarta w marcu 2003. Na niektórych stacjach umieszczono w ścianach srebrne linie wskazujące poziom wody podczas powodzi.

### Najnowsze inwestycje
26 czerwca 2004 otwarto północną część linii C ze stacjami Kobylisy i Ládví. Została ona wybudowana pod rzeką Wełtawą przy pomocy metody „wysuwanych tuneli”. 26 maja 2006 otwarto stację linii A przy STP Hostivař, a 8 maja 2008 roku odcinek IV.C2 ze stacjami Střížkov, Prosek i Letňany. 6 kwietnia 2015 uruchomiono nowy odcinek linii A ze stacjami: Bořislavka, Nádraží Veleslavín, Petřiny i Nemocnice Motol.

## Przyszłość

### Linia D
Kolejne plany przewidują budowę nowej linii D (oznaczonej kolorem niebieskim), która łączyłaby centrum z przedmieściami na południu miasta (Krč, Libuš i Písnice). Według planów miała obejmować stacje: Hlavní nádraží (przesiadka na linię czerwoną), Náměstí Republiky (przesiadka na linię żółtą), Náměstí Míru (przesiadka na linię zieloną), Náměstí Bratří Synků, Pankrác (przesiadka na linię czerwoną), Olbrachtova, Nádraží Krč, Nemocnice Krč, Nové Dvory, Libuš, Písnice i Depo Písnice (jednocześnie stację techniczno-postojową dla linii D). Dalej linia miałaby zostać przedłużona w kierunku dzielnicy Žižkov (Prokopovo náměstí, Basilejské náměstí). Linia ta będzie obsługiwana bezzałogowymi składami, pozbawionymi kabin maszynisty (podobnie jak linie 1 i 14 metra w Paryżu), zasilanymi nie, jak w istniejącej sieci, tzw. „trzecią szyną”, tylko trakcją napowietrzną. W czerwcu 2021 roku podpisano umowę na budowę pierwszego 4,6-kilometrowego odcinka i pięciu stacji czwartej linii metra. Budowa do połączenia z linią C jest przewidziana do 2029 roku.
Na początku stycznia 2020 r. ogłoszono pierwszy przetarg na prace na linii D, obejmujący złożony z dwóch stacji kilometrowy odcinek Pankrác – Olbrachtova, który uznano za najtrudniejszy geologicznie w realizacji i w związku z tym przewidziano jego ukończenie do końca 2027 r.

### Przedłużenie linii A na lotnisko Ruzyně
Plany przewidują przedłużenie linii A na zachód od stacji Dejvická w kierunku portu lotniczego Ruzyně przez stacje: Bořislavka (pierwotnie Červený Vrch), Nádraží Veleslavín, Petřiny, Nemocnice Motol, Bílá Hora, Dědina i Dlouhá Míle. Podzielona na cztery odcinki inwestycja rozpoczęła się w 2009 roku, a jej zakończenie ma nastąpić około dziesięć lat później. W 2012 budowany tunel połączył stacje Dejvická oraz Nemocnice Motol. Eksploatacja tego odcinka rozpoczęła się w kwietniu 2015 roku. Data ukończenia całej inwestycji może ulec przesunięciu, gdyż dla władz miejskich priorytetem jest obecnie budowa linii D.

### Linia E
W dalszej przyszłości (po wybudowaniu linii D i przedłużeniu linii A do portu lotniczego) planuje się okrężną linię E łączącą początkowo stacje Palmovka – Vltavská – Hradčanská – Anděl, biegnącą dalej przez stacje Pankrác i Želivského z powrotem do Palmovki.